# ArchINFORM
archINFORM je online databáze budov a architektů, vzniklá z původně studentské práce na Technologickém institutu v Karlsruhe (Karlsruher Institut für Technologie) se zajímavými příklady z architektury. Od roku 1994 (online od roku 1996) se rozvinula do rozsáhlé příručky.
Projekt využívá možností relačních databází pro jasné a srozumitelné znázornění vztahů mezi budovami, projekty a koncepty. Díky spolupráci s různými partnery  (včetně biografií ze všeobecného lexikonu umělců (AKL – Allgemeines Künstlerlexikon), používání článků z bezplatné encyklopedie Wikipedie a možnosti interaktivního vkládání materiálů, se databáze v posledních letech neustále rozšiřuje. Těžiště výběru spočívá v architektuře 20. a 21. století.
Sestavení a struktura databáze archINFORM ovlivnila v posledních letech také vytváření různých srovnatelných projektů v oblasti stavebnictví a nemovitostí, například  webové databáze Structurae, která je zaměřena na inženýrské stavby.